# Хаваи
Вижте пояснителната страница за други значения на Хаваи.
Хава̀и (на английски: Hawaii, на хавайски Hawaiʻi, произнасяно /haˈwaʔiː/  и /haˈvaʔiː/) е щат в САЩ. Щатът Хаваи е част от по-големия архипелаг на Хавайските острови. Населението на Хаваи е 1 374 810 души (2011). Хаваи са с обща площ от 28 311 km².
Хаваи са присъединени като 50-ия щат на Съединените щати на 21 август 1959 г.
Климатът е тропически, дъждовният сезон е от декември до края на март. Лятото е сравнително топло, средната температура е около 30°, но тъй като влажността на въздуха достига 70%-80%, горещината не се усеща толкова силно. Има две планински вериги, които разхлаждат климата.
Хаваи заедно с Аризона са двата американски щата, които не ползват лятно часово време. Причина за това е близостта на щата до екватора и малката разлика в дължината на дните през лятото и зимата. 
Тропическият климат, плажовете, активните вулкани и разнообразният релеф правят архипелага популярна дестинация за туристи, сърфисти, биолози и вулканолози. Поради централното му разположение в северната част на Тихия океан и трудовата миграция от 19 век местните традиции са силно повлияни от културите на Северна Америка и Източна Азия. Постоянните жители (наред с многото посетители и американски военнослужещи) са над един милион.
Официалното прозвище на щата е „щат Алоха“.

## Градове
Столица, а също така и най-голям град в щата е Хонолулу. Той е и родно място на 44–ия президент на САЩ Барак Обама.
Други градове:
- Пърл Сити
- Хило
- Кахолуи
- Макауао

## Окръзи
Щатът Хаваи се състои от 5 окръга:
1. Калауао
2. Кауаи
3. Мауи
4. Хаваи
5. Хонолулу

## В популярната култура
В Хаваи са снимани много филми и сериали, сред които Хавайски бряг, Джурасик парк, Изгубени, Потомците, старата и новата версия на Хавай 5-0 и други.